# Нарикаче
Нарикаче (енгл. professional mourners), особе чије је занимање да током сахране гласно жале покојника - наричу, што је често праћено другим ритуалним радњама (чупање косе, ударање у груди) и певањем обредних лирских народних песама - тужбалица.

## Историја
Из обичаја нарицања за покојником кроз историју развиле су се најстарије обредне лирске народне песме, познате као тужбалице. У културној и књижевној традицији многих народа Европе, Африке и Азије, нарочито оних са јако израженим патријархалним односима или на ниском нивоу цивилизације, тужбалице су заузимале важно место у неговању култа мртвих. Настале у најранијем периоду људског друштва (помињу се већ у Илијади, која описује догађаје из 12. века пре нове ере) и задржане до наших дана (код Јужних и Западних Словена, Италијана, Румуна и Албанаца), тужбалице су задржале готово све карактеристичне елементе: одређену форму и мелодију, похвалне речи упућене покојнику, жаљење што је преминуо и позив да се врати у свет живих, прекор што је напустио блиске и драге особе.
Тужбалице су најчешће певали рођаци, пријатељи или суседи умрлог, али, понекад, из жеље да последњу обавезу према покојнику одуже што ваљаније, на сахране су позиване особе које су се професионално бавиле нарицањем и истицале вештим бирањем речи у тужбалици. Те особе, углавном жене, називају се нарикаче.
Нарицање за покојником као део погребног обреда, при чему се гласно набрајају и величају покојникове врлине, детаљно је приказано у сцени Хекторове сахране у Илијади. Иако нарицање врше женски чланови покојникове породице (Андромаха, Хекаба и лепа Јелена), помињу се и певачи вешти у тужењу: Кад већ мрца увезу у дворове славне, на одар метну га пробушени, а поставе уза њ певаче тужњаве зачињаче, и запеваху они запевку болну, а жене иза њих стану да плачу. Као професија, жаљење покојника (иако без нарицања и сличних обредних радњи) се помиње у роману Оливер Твист који се дешава у викторијанској Енглеској, тридесетих година 19. века. Најмљени жалобници, одевени у црно и регрутовани међу шегртима и помоћницима гробара, били су честа пратња на сахранама имућних Енглеза тог времена.

### У Србији
У Вуковом рјечнику из 1852. године, под речју нарикача (страна 404) наводи се да је то жена којој се плати да за покојником нариче, то јест, гласно тужи. Неким покојницима пријатељи су слали и по више нарикача: свака у почетку својега нарицања каже ко ју је послао, па онда почне хвалу мртвоме, а заврши поздравом свим мртвима из оне породице која ју је унајмила. Вук Караџић наводи да је тај обичај видео у Каштелима, дакле у Далмацији. Иако је нарицање за покојником у Вуково време (прва половина 19. века) било обавезни део сахрана у Србији и Црној Гори, укључујући и певање тужбалица, у српским крајевима то су углавном чинили чланови породице и пријатељи оба пола. Милош С. Милојевић је око 1869. сакупио и објавио већи број тужбалица, које су се у његово време певале у Кнежевини Србији и околини Призрена (у тадашњој Турској) - две тужбалице мајке за сином, и једна жене за мужем. По Милојевићевом мишљењу, утврђених песама нема присмртних и посмртних, или се бар нама тако чини; него свака ожалошћена тада кука, нариче, запева, јади, тужи и т. д. и ствара песме, како јој и шта на ум падне у оној тузи. Свака тада сама ствара све, сећајући се целог живота умрлог, од рођења па до после смрти. Свака и најмања ситница описује се ту најживље, најбоље и то неком надземном божанственом силом. Она која не уме да ствара запевке, рачуна се да не жали умрлог и таква је после опште презрена. Диван је пример тужбалица сестре Батрићеве из Горског вијенца.

## На филму
Духовит пример нарикача као занимања приказан је у филму Чарстон за Огњенку из 2008. године. Главне јунакиње су две сестре, Огњенка (Соња Колачарић) и Мала Богиња (Катарина Радивојевић), које су професионалне нарикаче, а тај занат се генерацијама преносио у њиховој породици. У филму, њихова бака, чувена нарикача по имену Велика Богиња (коју глуми Оливера Катарина) умире од шока када ожалошћена породица одбије њене услуге, пошто су већ унајмили погребни аутомобил (што је у руралној Србији 1918. године била права реткост).